# Булгари (округ Лученець)
Булгари (словац. Bulhary) — село, громада округу Лученець, Банськобистрицький край, центральна Словаччина, регіон Новоград. Кадастрова площа громади — 9,54 км².
Населення 313 осіб (станом на 31 грудня 2017 року).

## Історія
Булгари згадуються в 1435 році.

## Населення
| Рік:            | 1994. | 2004.   | 2014.    | 2024.   |
| --------------- | ----- | ------- | -------- | ------- |
| Кількість осіб: | 292   | 287     | 318      | 347     |
| Різниця:        |       | -1,71 % | +10,80 % | +9,11 % |

| Рік:            | 2023. | 2024.   |
| --------------- | ----- | ------- |
| Кількість осіб: | 335   | 347     |
| Різниця:        |       | +3,58 % |